# Hyresreglering
Hyresreglering är en bostadspolitisk inskränkning i avtalsfriheten på bostadsmarknaden som innebär att hyran inte får sättas till vilket belopp som helst. I praktiken innebär hyresreglering ett tak på vilken hyra som är tillåten att avtala om, och för möjligheten för fastighetsägaren att begära höjd hyra för att det råder brist på lägenheter.